# Ebrovisión

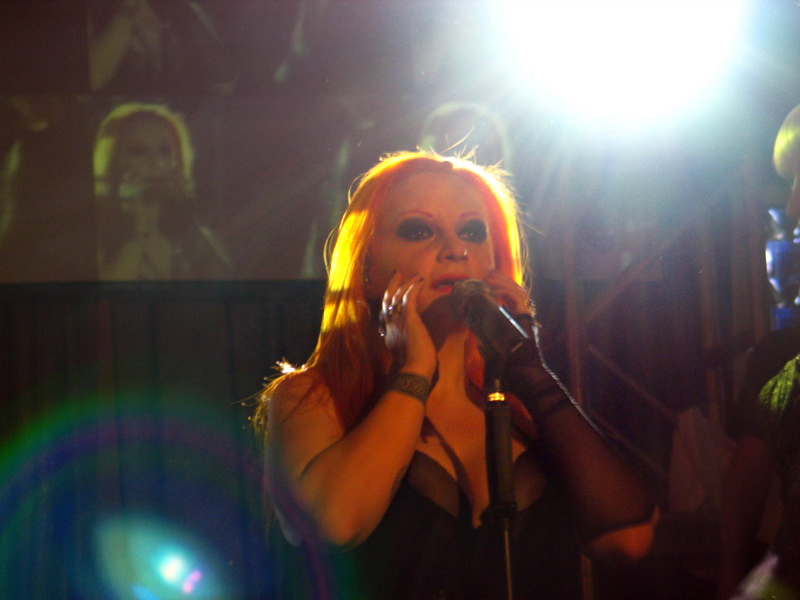
Fangoria va actuar en 2008.

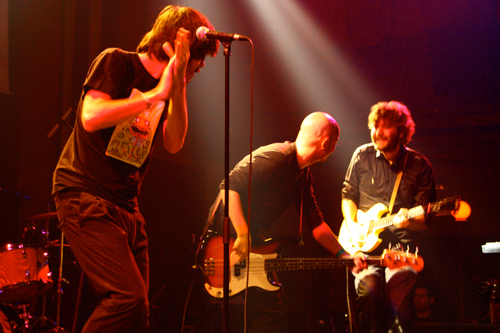
Vetusta Morla ha estat el concert amb més afluència de tota la història del festival.

Ebrovisión és un festival de música independent (Indie rock, Indie pop, etc) que se celebra en la localitat burgalesa de Miranda de Ebro (Espanya) des de l'any 2001. El festival és organitzat per l'Associació Cultural Rafael Izquierdo. A més dels concerts, el festival ofereix cicles de curts, xerrades i exposicions de quadres i fotografies. La revista Mondosonoro el va catalogar en com el tercer millor festival d'Espanya en 2009, i com el millor festival del país el 2010.